# کمیل پیونتوفسکی
کمیل پیونتوفسکی (انگلیسی: Kamil Piątkowski؛ زادهٔ ۲۱ ژوئن ۲۰۰۰) بازیکن فوتبال است.
او همچنین در تیم‌های ملی فوتبال زیر ۲۱ سال لهستان، و لهستان بازی کرده‌است.